# Тесла (кратер)
Тесла је кратер на Месецу који је смештен на његовој супротној страни. Северозападно до њега налази се већи кратер Х.Џ Велса, југозападно је кратер Кидину, а југоисточно Ван Манен. Име је добио по америчком проналазачу српског порекла Николи Тесли.
Кратер је кружног, чинијастог облика. Добро је очуван, па се може закључити да није стар. Са унутрашње стране јужног зида запажа се пар мањих кратера. На дну и осталим странама кратера, такође има сићушних трагова од удара метеорита. 

## Сателитски кратери
По конвенцији ове карактеристике су идентификовани на лунарним картама постављањем слова на страну средишта кратера која је најближа Тесли.
| Тесла | Ширина  | Дужина   | Пречник |
| ----- | ------- | -------- | ------- |
| J     | 37.2° N | 126.7° E | 18 km   |